# Harold Van Buren Magonigle

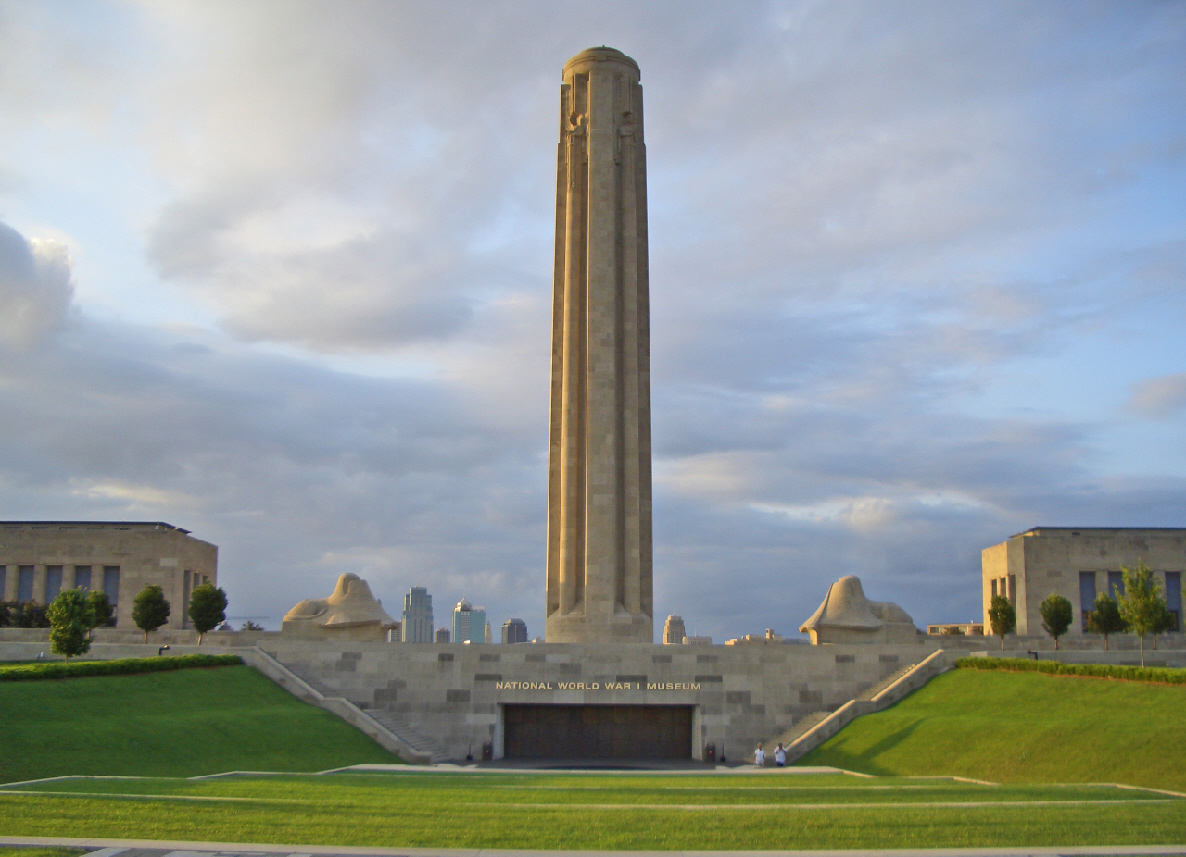
National World War I Museum and Memorial, Kansas City, Missouri.

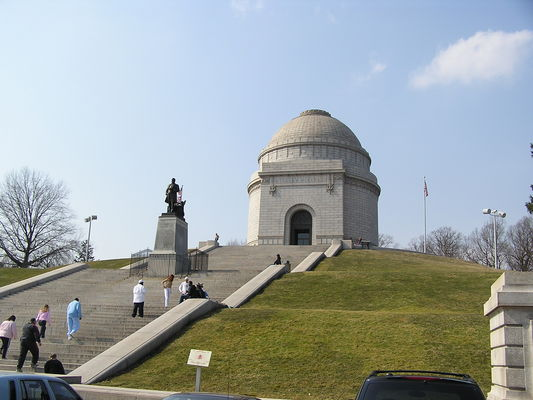
Memorial McKinley, Canton, Ohio, Estados Unidos

Harold Van Buren Magonigle (1867-1935) foi um arquiteto americano, artista e autor conhecido por seus memoriais. Ele alcançou o seu maior sucesso como projetista de monumentos, mas suas práticas artísticas incluíam a escultura, a pintura, a escrita, e design gráfico.
Nascido em Nova Jersey, Magonigle trabalhou para Calvert Vaux, Rotch & Tilden, Schickel e Ditmars e McKim Mead & White antes de abrir seu próprio escritório, em 1903. Ele foi o criador do Mausoléu Memorial de McKinley em Canton, Ohio e do National World War I Museum and Memorial em Kansas City, Missouri, ambas as comissões vencidas através de concursos. Ele projetou o Core Mausoleum (1910-1915) no Cemitério Elmwood
Magonigle e o escultor Attilio Piccirilli colaboraram como arquiteto e artista, respectivamente, em dois familiares monumentos da cidade de Nova Iorque: O Monument to the USS Maine no Columbus Circle, e o Fireman's Memorial on Riverside Drive and West 100th Street.  Ele também fez o paisagismo ao monumento Stevens T. Mason Monument em Detroit, Michigan, de Albert Weinert'se e para Robert Atken's Burritt Memorial em New Britain, Connecticut.
A esposa de Magonigle, Edith, foi uma muralista que colaborou com seu marido em grande número de seus projetos.
Os papéis dos projetos de Magonigle são guardados pela Biblioteca Pública de Nova Iorque e pelo Departamento de desenhos e Arquivos da Biblioteca de Arquitetura e Belas Artes da Universidade da Columbia.